# Bardas Contomita
Bardas Contomita foi um bizantino do século IX aparentado com a reinante dinastia amoriana. Era filho de Irene, irmã da imperatriz Teodora (r. 830–842), e Sérgio, através de quem foi aparentado com o patriarca Fócio. Ele recebeu a posição cortesã suprema de magistro (provavelmente na segunda metade do reinado de Miguel III, o Ébrio, após o fim da regência em 856) e casou-se com a filha do general Constantino Contomita, após o qual assumiu o sobrenome (ou alcunha) "Contomita" de seu sogro. Seu irmão Estêvão também tornou-se magistro.